# Vercourt
Vercourt là một xã ở tỉnh Somme, vùng Hauts-de-France, Pháp.

## Địa lý
Thị trấn này có cự ly khoảng 15 miles về phía bắc của Abbeville, trên đường D175.

## Dân số
| 1962                                                  | 1968 | 1975 | 1982 | 1990 | 1999 |
| ----------------------------------------------------- | ---- | ---- | ---- | ---- | ---- |
| 96                                                    | 119  | 108  | 90   | 82   | 85   |
| Số liệu dân số từ năm 1962, dân số không tính hai lần |      |      |      |      |      |